# Vulkan (API)
Vulkan  — багатоплатформний прикладний програмний інтерфейс для 3D графіки і супровідних обчислень, представлений компанією Khronos Group. Початково розробка цього API відбувалася в рамках ініціативи OpenGL наступного покоління і на деяких презентаціях проєкт був анонсований під назвою «glNext», який був покликаний вирішити наявні проблеми та недоліки OpenGL, згодом цей проєкт отримав назву саме Vulkan. Враховуючи основні принципи, використані в розробці Vulkan, — його застосування має принести перевагу в швидкодії в порівнянні з OpenGL, шляхом ефективнішого використання GPU. Деякі компоненти Vulkan запозичені з іншого API — Mantle від компанії AMD, який свого часу також створювався для заміни вже наявних DirectX і OpenGL.

## Огляд
Основною метою створення Vulkan є раціональніше використання можливостей GPU і CPU в порівнянні з OpenGL. Він впроваджує пряміший контроль над роботою GPU і в свою чергу зменшує навантаження на CPU. Основні переваги:
- OpenGL використовує високорівневу мову програмування GLSL для написання шейдерів, який примушує кожен OpenGL драйвер імплементувати свій особистий компілятор для GLSL, який виконується під час роботи додатку, щоб транслювати шейдерні програми в виконуваний код для цільової платформи. Vulkan — замість цього забезпечує проміжний бінарний формат під назвою SPIR-V (Standard Portable Intermediate Representation), аналогічний бінарному формату в який компілюється HLSL шейдери на основі DirectX. Це в свою чергу, знімає навантаження для розробників драйверів, дозволяючи робити компіляцію шейдерів на етапі розробки. Також дозволяє розробникам застосунків створювати шейдерні програми на інших мовах, а не тільки на GLSL.[8]
- Багатоплатформне API, яке підтримується і на звичайних комп'ютерах з високопродуктивними відеокартами, і на мобільних пристроях.
- Покращена підтримка сучасних систем, які використовують багатонитевість.
- Зниження навантаження на CPU в ситуаціях, коли процесор є слабкою ланкою, що дозволяє збільшити пропускну здатність для GPU-обчислень і візуалізації.

## Історія
Влітку 2014 року компанія Khronos Group почала проєкт для створення наступного сучаснішого графічного API. У липні 2014 року на SIGGRAPH, проєкт був публічно анонсований з закликами до участі.
Згідно організації США по патентах і товарних знаках, товарний знак «Vulkan» був зареєстрований 19 лютого 2015 року.
Vulkan був офіційно представлений і анонсований на Game Developers Conference 2015.
З березня 2015 року, Valve анонсувала Source 2, ігровий рушій з підтримкою графічного API Vulkan.
На початку 2015 року, LunarG (фінансується Valve) був розроблений і представлений драйвер від Intel для Linux, котрий дозволив Vulkan мати сумісність з графічною системою HD 4000.
18 грудня 2015 року, Khronos Group заявила про те, що специфікація версії Vulkan 1.0 практично завершена і буде випущена коли будуть доступні сумісні драйвери.
1 березня 2022 року було випущено Vulkan SC 1.0, що містить графіку та обчислення Vulkan для критично важливої галузі безпеки, водночас базуючись на стандарті Vulkan 1.2.

## Сумісність
Згідно інформації з офіційних джерел Khronos, Vulkan сумісний на пристроях, які на момент випуску підтримують OpenGL ES 3.1 — для мобільних або OpenGL 4.x — для звичайних, і новіших версіях. Для підтримки Vulkan потребуватиме нових драйверів.
| AMD                      |               |                                                                    | |                            |                           |                           |
| GCN 4-ого покоління      | червень 2016  | Polaris 10, Polaris 11, Vega 10                                    | AMD Radeon Rx 400 серії | AMDGPU PRO (тільки Ubuntu) | Radeon Software           | Н/Д                       |
| GCN 3-ого покоління      | серпень 2014  | Tonga, Fiji, Carrizo                                               | Radeon R9 серії | AMDGPU PRO (тільки Ubuntu) | Radeon Software           | Н/Д                       |
| GCN 2-ого покоління      | березень 2013 | Bonaire, Hawaii, Kaveri, Kabini, Temash, Mullins, Beema, Carrizo-L | Radeon HD 7790, PlayStation 4, Xbox One | В розробці                 | Radeon Software           | Н/Д                       |
| GCN 1-ого покоління      | лютий 2012    | Oland, Cape Verde, Pitcairn, Tahiti                                | Radeon HD 77xx–7900 серії |                            | Radeon Software           | Н/Д                       |
| TeraScale 3              | грудень 2010  | Aruba (Trinity/Richland), Barts, Turks, Caicos, Cayman             | Radeon HD 7xxx–76xx серії, Radeon HD 6000 серії | не підтримується           | не підтримується          | не підтримується          |
| TeraScale 2              | вересень 2009 | Cedar, Cypress, Juniper, Redwood, Palm, Sumo                       | Radeon HD 5000 серії | не підтримується           | не підтримується          | не підтримується          |
| TeraScale                | травень 2007  | R600, RV630, RV610, RV790, RV770, …                                | Radeon HD 2000 серії, Radeon HD 3000, Radeon HD 4000 серії | не підтримується           | не підтримується          | не підтримується          |
| Nvidia                   |               |                                                                    | |                            |                           |                           |
| Pascal                   | травень 2016  | GP100, GP104, GP106, GP107                                         | GeForce 10 серії, Tegra X2 | Nvidia GeForce драйвери    | Nvidia GeForce драйвери   | Так                       |
| Maxwell 2.0              | вересень 2014 | GM200, GM204, GM206, GM20B                                         | GeForce 900 серії, Tegra | Nvidia GeForce драйвери    | Nvidia GeForce драйвери   | Так                       |
| Maxwell 1.0              | лютий 2014    | GM107, GM108                                                       | GeForce GTX 750 Ti, GTX 750, GTX 860M | Nvidia GeForce драйвери    | Nvidia GeForce драйвери   | Так                       |
| Kepler                   | березень 2012 | GK110, GK104, GK106, GK107, GK208                                  | GeForce 600 Series, GeForce 700 Series, Tegra | Nvidia GeForce драйвери    | Nvidia GeForce драйвери   | Так                       |
| Fermi                    | березень 2010 | GF100, GF104, GF106, GF108, GF110, GF114, GF116, GF119             | GeForce 400, GeForce 500 серій | не підтримується           | не підтримується          | не підтримується          |
| Tesla 2.0                | червень 2008  | GT200, GT215, GT216, GT218,                                        | GeForce 200, GeForce 300 серій | не підтримується           | не підтримується          | не підтримується          |
| Tesla 1.0                | листопад 2006 | G80, G84, G86, G92, G94, G96, G98                                  | GeForce 8, GeForce 9, GeForce 100 серій | не підтримується           | не підтримується          | не підтримується          |
| Intel                    |               |                                                                    | |                            |                           |                           |
| Kaby Lake                | січень 2017   |                                                                    | | Mesa                       | 15.40.20                  | Н/Д                       |
| Skylake                  | серпень 2015  |                                                                    | Core i3-/i5-/i7-6000, Pentium G4xxx, Celeron G39xx | Mesa                       | 15.40.20                  | Н/Д                       |
| Broadwell                | червень 2015  |                                                                    | Core i3-/i5-/i7-5000 | Mesa                       | не підтримується          | Н/Д                       |
| Haswell                  | вересень 2012 |                                                                    | Core i3-/i5-/i7-4000, Pentium G3xxx, Celeron G18xx | Mesa                       | не підтримується          | Н/Д                       |
| Ivy Bridge               | квітень 2012  |                                                                    | Core i3-/i5-/i7-3000,Pentium G2xxx, Celeron G16xx | Mesa                       | не підтримується          | Н/Д                       |
| Sandy Bridge             | січень 2011   |                                                                    | Core i3-/i5-/i7-2000, Pentium Gxxx, Celeron Gxxx | не підтримується           | не підтримується          | Н/Д                       |
| Westmere                 | січень 2010   |                                                                    | Core i3-/i5-/i7-xxx, Pentium G69xx, Celeron G1101 | не підтримується           | не підтримується          | Н/Д                       |
| Imagination Technologies |               |                                                                    | |                            |                           |                           |
| PowerVR серії 8XE        | лютий 2016    | GE8200, GE8300                                                     | | PowerVR Graphics SDK v4.1  | PowerVR Graphics SDK v4.1 | PowerVR Graphics SDK v4.1 |
| PowerVR серії 7XT        | листопад 2014 | GT7200, GT7400, GT7600, GT7800, GT7900                             | Apple A9 | PowerVR Graphics SDK v4.1  | PowerVR Graphics SDK v4.1 | PowerVR Graphics SDK v4.1 |
| PowerVR серії 7XE        | листопад 2014 | GE7400, GE7800                                                     | | PowerVR Graphics SDK v4.1  | PowerVR Graphics SDK v4.1 | PowerVR Graphics SDK v4.1 |
| PowerVR серії 6XT        | січень 2014   | GX6240, GX6250, GX6450, GX6650                                     | Apple A8, A8X, MediaTek MT8173, MT8176, | PowerVR Graphics SDK v4.1  | PowerVR Graphics SDK v4.1 | PowerVR Graphics SDK v4.1 |
| PowerVR серії 6XE        | січень 2014}  | G6050, G6060, G6100 (XE), G6110                                    | RK3368 | PowerVR Graphics SDK v4.1  | PowerVR Graphics SDK v4.1 | PowerVR Graphics SDK v4.1 |
| PowerVR серії Rogue      | січень 2012   | G6100, G6200, G6230, G6400, G6430, G6630                           | MediaTek MT6595M, MT6595T, MT6595M, MT6795, MT8135, Helio X10 (MT6795), LG H13, Apple A7, Atom Z3460, Z3480, Z3530, Z3560, Z3570, Z3580                                                                            | PowerVR Graphics SDK v4.1  | PowerVR Graphics SDK v4.1 | PowerVR Graphics SDK v4.1 |
| PowerVR серії 5XT        | січень 2009   | SGX543, SGX544, SGX554                                             | Apple S1, A5, A5X, A6, A6X, NovaThor L8540, L8580, L9540, TI OMAP 4470, 5430, 5432, MediaTek MT5327, MT6589M, MT6589T, MT6589, MT8117, MT8121, MT8125, MT8389, Atom Z2460, Z2520, Z2560, Z2580, Z2760, Exynos 5410 | не підтримується           | не підтримується          | не підтримується          |
| Qualcomm                 |               |                                                                    | |                            |                           |                           |
| Adreno 500 серії         |               | Adreno 510, Adreno 530                                             | Snapdragon 430, 625, 650, 652, 820 | 1.0                        | 1.0                       | 1.0                       |
| Adreno 400 серії         |               |                                                                    | Snapdragon 415, 615, 616, 617, 805, 808, 810 | 1.0                        | 1.0                       | 1.0                       |
| Adreno 300 серії         |               |                                                                    | Snapdragon 200, 208, 210, 212, 400, 410, 412, 600, 800, 801 | не підтримується           | не підтримується          | не підтримується          |
| ARM                      |               |                                                                    | |                            |                           |                           |
| Bifrost                  | червень 2016  | Mali-G71, …                                                        | В очікуванні | 1.0                        | 1.0                       | 1.0                       |
| Midgard 4-го покоління   | кінець 2015   | Mali-T860, Mali-T830, Mali-T880                                    | Exynos 8890, Exynos 7870, Kirin 950, 955, MediaTek MT6738, MT6750, Helio X20 (MT6797), X25 (MT6797T), P10 (MT6755), P20 (MT6757)                                                                                   | 1.0                        | 1.0                       | 1.0                       |
| Midgard 3-ого покоління  | жовтень 2013  | Mali-T760, …                                                       | Exynos 7420, Exynos 5433, MT6752, MT6732, RK3288 | 1.0                        | 1.0                       | 1.0                       |
| Midgard 2-покоління      | серпень 2012  | Mali-T600 серії, T720                                              | Exynos 5250, 5260, 5410, 5420, 5422, 5430, 5800, 7580, Mediatek MT6735, MT6753, Kirin 920, 925, 930, 935 | не підтримується           | не підтримується          | не підтримується          |